# Elina Svitòlina
Elina Mikhàilivna Svitòlina (en ucraïnès: Елі́на Миха́йлівна Світо́ліна; Odessa, 12 de setembre de 1994) és una tennista ucraïnesa. Guanyadora de tretze títols individuals i dos més en dobles, arribà al tercer lloc del rànquing individual l'any 2017, la primera tennista ucraïnesa en arribar al Top 10 del rànquing femení. En el seu palmarès destaquen quatre títols de categoria Premier 5, però per contra, mai ha superat la ronda de quarts de final d'un Grand Slam en categoria individual.

## Biografia
Svitòlina va néixer a Odessa, filla de Mikhailo Svitolin i Olena Svitòlina, antics lluitador i remera respectivament. Té un germà més gran de nom Iulian. Va començar a jugar a tennis perquè també hi jugava el seu germà. Quan tenia 13 anys es van traslladar a Khàrkiv perquè l'empresari Iuri Saprònov va esdevenir el seu patrocinador i li va permetre millorar el seu nivell.

## Jocs Olímpics

### Individual
| Any  | Campionat                   | Oponent         | Resultat         |
| ---- | --------------------------- | --------------- | ---------------- |
| 2020 | Jocs Olímpics, Tòquio, Japó | Ielena Ribàkina | 1−6, 7−6(5), 6−4 |

## Palmarès

### Individual: 22 (18−4)
| 2009 − 2020                                          | Després de 2021 |
| ---------------------------------------------------- | --------------- |
| Grand Slam (0−0)                                     |                 |
| Jocs Olímpics Bronze (1)                             |                 |
| WTA Finals (1−1)                                     |                 |
| WTA Tournament of Champions / WTA Elite Trophy (0−1) |                 |
| Premier Mandatory (0−0)                              | WTA 1000 (0−0)  |
| Premier 5 (4−0)                                      | WTA 1000 (0−0)  |
| Premier (2−1)                                        | WTA 500 (0−0)   |
| International (8−0)                                  | WTA 250 (3−1)   |

| Títols per superfície |
| --------------------- |
| Dura (11−4)           |
| Gespa (0−0)           |
| Terra batuda (7−0)    |

| Resultat   | Núm. | Data                   | Torneig                        | Superfície       | Oponent en la final   | Marcador         |
| ---------- | ---- | ---------------------- | ------------------------------ | ---------------- | --------------------- | ---------------- |
| Guanyadora | 1.   | 28 de juliol de 2013   | Bakú, Azerbaijan               | Dura             | Shahar Pe'er          | 6−4, 6−4         |
| Guanyadora | 2.   | 27 de juliol de 2014   | Bakú (2)                       | Dura             | Bojana Jovanovski     | 6−1, 7−6(2)      |
| Guanyadora | 3.   | 2 de maig de 2015      | Marràqueix, Marroc             | Terra batuda     | Tímea Babos           | 7−5, 7−6(3)      |
| Guanyadora | 4.   | 6 de març de 2016      | Kuala Lumpur, Malàisia         | Dura             | Eugenie Bouchard      | 6−7(5), 6−4, 7−5 |
| Finalista  | 1.   | 27 d'agost de 2016     | New Haven, Estats Units        | Dura             | Agnieszka Radwańska   | 1−6, 6−7(3)      |
| Finalista  | 2.   | 6 de novembre de 2016  | WTA Elite Trophy, Zhuhai, Xina | Dura             | Petra Kvitová         | 4−6, 2−6         |
| Guanyadora | 5.   | 5 de febrer de 2017    | Taipei, Taiwan                 | Dura (i)         | Peng Shuai            | 6−3, 6−2         |
| Guanyadora | 6.   | 26 de febrer de 2017   | Dubai, Emirats Àrabs Units     | Dura             | Caroline Wozniacki    | 6−4, 6−2         |
| Guanyadora | 7.   | 30 d'abril de 2017     | Istanbul, Turquia              | Terra batuda     | Elise Mertens         | 6−2, 6−4         |
| Guanyadora | 8.   | 21 de maig de 2017     | Roma, Itàlia                   | Terra batuda     | Simona Halep          | 4−6, 7−5, 6−1    |
| Guanyadora | 9.   | 13 d'agost de 2017     | Toronto, Canadà                | Dura             | Caroline Wozniacki    | 6−4, 6−0         |
| Guanyadora | 10.  | 7 de gener de 2018     | Brisbane, Austràlia            | Dura             | Aliaksandra Sasnovich | 6−2, 6−1         |
| Guanyadora | 11.  | 25 de febrer de 2018   | Dubai (2)                      | Dura             | Dària Kassàtkina      | 6−4, 6−0         |
| Guanyadora | 12.  | 20 de maig de 2018     | Roma (2)                       | Terra batuda     | Simona Halep          | 6−0, 6−4         |
| Guanyadora | 13.  | 28 d'octubre de 2018   | WTA Finals, Singapur           | Dura (i)         | Sloane Stephens       | 3−6, 6−2, 6−2    |
| Finalista  | 3.   | 3 de novembre de 2019  | WTA Finals, Shenzhen, Xina     | Dura (i)         | Ashleigh Barty        | 4−6, 3−6         |
| Guanyadora | 14.  | 8 de març de 2020      | Monterrey, Mèxic               | Dura             | Marie Bouzková        | 7−5, 4−6, 6−4    |
| Guanyadora | 15.  | 26 de setembre de 2020 | Estrasburg, França             | Terra batuda     | Ielena Ribàkina       | 6−4, 1−6, 6−2    |
| Guanyadora | −    | 31 de juliol de 2021   | Jocs Olímpics, Tòquio, Japó    | Dura             | Ielena Ribàkina       | 1−6, 7−6(5), 6−4 |
| Guanyadora | 16.  | 28 d'agost de 2021     | Chicago, Estats Units          | Dura             | Alizé Cornet          | 7−5, 6−4         |
| Guanyadora | 17.  | 27 de maig de 2023     | Estrasburg (2)                 | Terra batuda     | Anna Blinkova         | 6−2, 6−3         |
| Finalista  | 4.   | 7 de gener de 2024     | Auckland, Nova Zelanda         | Dura             | Coco Gauff            | 7−6(4), 3−6, 3−6 |
| Guanyadora | 18.  | 20 d'abril de 2025     | Rouen, França                  | Terra batuda (i) | Olga Danilović        | 6−4, 7−6(8)      |

### Dobles femenins: 2 (2−0)
| Llegenda                                  |
| ----------------------------------------- |
| Grand Slam (0−0)                          |
| WTA Tour Championships / WTA Finals (0−0) |
| Premier Mandatory (0−0)                   |
| Premier 5 (0−0)                           |
| Premier (0−0)                             |
| International (2−0)                       |

| Títols per superfície |
| --------------------- |
| Dura (2−0)            |
| Gespa (0−0)           |
| Terra batuda (0−0)    |

| Resultat   | Núm. | Data                 | Torneig           | Superfície | Parella         | Oponents en la final             | Marcador         |
| ---------- | ---- | -------------------- | ----------------- | ---------- | --------------- | -------------------------------- | ---------------- |
| Guanyadora | 1.   | 20 de juliol de 2014 | Istanbul, Turquia | Dura       | Misaki Doi      | Oksana Kalashnikova Paula Kania  | 6−4, 6−0         |
| Guanyadora | 2.   | 27 de juliol de 2015 | Istanbul (2)      | Dura       | Daria Gavrilova | Çağla Büyükakçay Jelena Janković | 5−7, 6−1, [10−4] |

### Equips: 1 (0−1)
| Resultat  | Núm. | Data               | Torneig                       | Superfície | Equip                | Oponents                     | Marcador |
| --------- | ---- | ------------------ | ----------------------------- | ---------- | -------------------- | ---------------------------- | -------- |
| Finalista | 1.   | 9 de gener de 2016 | Copa Hopman, Perth, Austràlia | Dura (i)   | Aleksandr Dolgopòlov | Daria Gavrilova Nick Kyrgios | 0−2      |

## Trajectòria

### Individual
| Open d'Austràlia | A   | A   | 1R          | 3R          | 3R          | 2R    | 3R          | QF          | QF          | 3R          | 4R          | 3R          | A  | 4R | 0 / 11    | 25 – 11   |
| Roland Garros | Q1  | Q2  | 2R          | 2R          | QF          | 4R    | QF          | 3R          | 3R          | QF          | 3R          | A           | QF | 4R | 0 / 10    | 26 – 10   |
| Wimbledon | A   | Q1  | 1R          | 1R          | 2R          | 2R    | 4R          | 1R          | SF          | NC          | 2R          | A           | SF |    | 0 / 9     | 16 – 9    |
| US Open | A   | 1R  | 2R          | 1R          | 3R          | 3R    | 4R          | 4R          | SF          | A           | QF          | A           | 3R |    | 0 / 10    | 22 – 10   |
| Jocs Olímpics | NC  | A   | No celebrat | No celebrat | No celebrat | QF    | No celebrat | No celebrat | No celebrat | No celebrat | 3a          | NC          | NC |    | 0 / 2     | 8 – 2     |
| WTA Finals | A   | A   | A           | A           | A           | A     | RR          | G           | F           | NC          | A           | A           | A  |    | 1 / 3     | 10 – 3    |
| WTA Elite Trophy | A   | A   | RR          | A           | SF          | F     | A           | A           | A           | No celebrat | No celebrat | No celebrat | A  |    | 0 / 3     | 5 – 4     |
| Total Victòries−Derrotes | 0−0 | 0−3 | 13−19       | 35−24       | 40−24       | 41−22 | 50−13       | 44−15       | 39−22       | 19−8        | 41−20       |             |    |    | 327 – 177 | 327 – 177 |
| Rànquing a final d'any | 269 | 156 | 40          | 29          | 19          | 14    | 6           | 4           | 6           | 5           | 15          |             |    |    |           |           |
| Llegenda: G: Guanyadora; F: Finalista; SF: Semifinalista; QF: Quarts de final; Q: Qualificació; A: Absent; RR: Round Robin; |     |     |             |             |             |       |             |             |             |             |             |             |    |    |           |           |

### Dobles femenins
| Open d'Austràlia | A   | A           | 1R          | A           | 1R  | A           | A           | A           | A           | A  | 0 / 2   | 0 – 2   |
| Roland Garros | A   | A           | 2R          | A           | 1R  | A           | A           | A           | A           | A  | 0 / 2   | 1 – 2   |
| Wimbledon | A   | A           | 1R          | A           | 2R  | A           | A           | A           | NC          | A  | 0 / 2   | 1 – 2   |
| US Open | A   | 1R          | 2R          | A           | 1R  | A           | 1R          | A           | A           |    | 0 / 4   | 1 – 4   |
| Jocs Olímpics | A   | No celebrat | No celebrat | No celebrat | 1R  | No celebrat | No celebrat | No celebrat | No celebrat | 1R | 0 / 2   | 0 – 2   |
| Total Victòries−Derrotes | 0−1 | 1−4         | 6−6         | 6−3         | 2−9 | 1−5         | 0−5         |             |             |    | 48 – 64 | 48 – 64 |
| Rànquing a final d'any | 485 | 261         | 132         | 159         | 236 | 435         | 1035        |             |             |    |         |         |
| Llegenda: G: Guanyadora; F: Finalista; SF: Semifinalista; QF: Quarts de final; Q: Qualificació; A: Absent; RR: Round Robin; |     |             |             |             |     |             |             |             |             |    |         |         |

### Dobles mixts
| Open d'Austràlia | A  | 1R | 1R | SF | A  | 0 / 3 | 3 – 3 |
| Roland Garros | A  | 2R | A  | 2R | A  | 0 / 2 | 2 – 2 |
| Wimbledon | 3R | 1R | 2R | A  | 2R | 0 / 4 | 4 – 4 |
| US Open | 1R | 1R | A  | A  | 2R | 0 / 3 | 1 – 3 |
| Llegenda: G: Guanyadora; F: Finalista; SF: Semifinalista; QF: Quarts de final; Q: Qualificació; A: Absent; RR: Round Robin; |    |    |    |    |    |       |       |

## Guardons
- WTA Comeback Player of the Year (2023)[1]